# Aka coralliphaga
Aka coralliphaga är en svampdjursart som först beskrevs av Rützler 1971.  Aka coralliphaga ingår i släktet Aka och familjen Phloeodictyidae. Inga underarter finns listade i Catalogue of Life.